# Obszar (jednostka administracyjna)

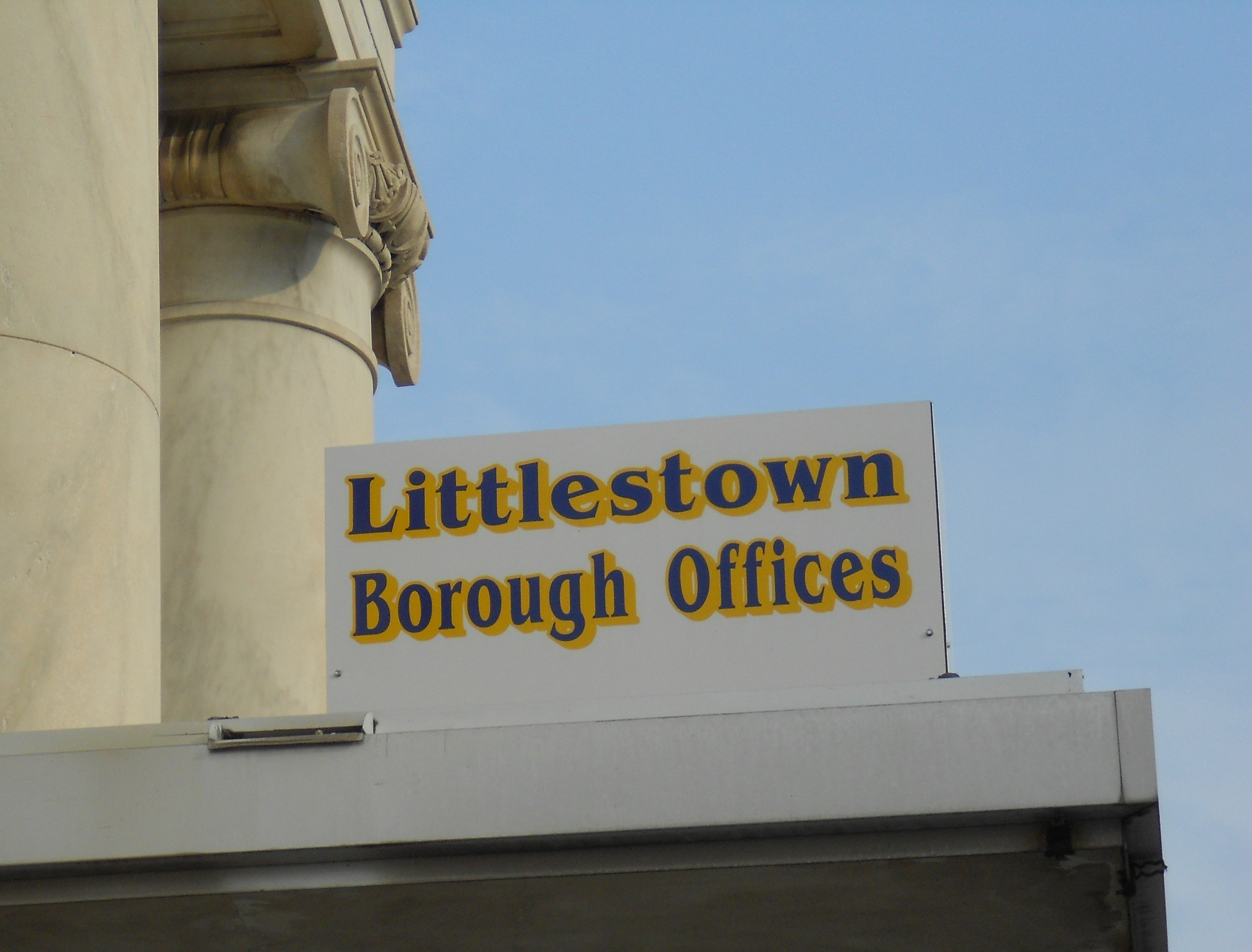
Znak lokalnego obszaru w Littlestown w Pensylwanii

Obszar (ang. borough od germańskiego burg, czyli fort) – jednostka podziału administracyjnego, występująca w niektórych stanach Stanów Zjednoczonych, w tym na Alasce jako podstawowa jednostka.
Borough występuje w następujących stanach:
- Connecticut, New Jersey, Pensylwania (od 1868 do 1974 w Belle Plaine w Minnesocie) jako typ gminy[1];
- Nowy Jork, Wirginia jako element podziału administracyjnego niektórych miast (m.in. Nowego Jorku);
- Alaska obok obszaru niezorganizowanego jako jednostka podziału pierwszego rzędu – odpowiednik parish (parafii) w Luizjanie i county (hrabstwa) w pozostałych 48 stanach.